# Rang visual de pista

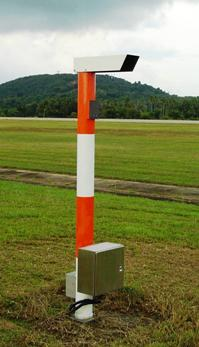
Transmissòmetre proveint informació sobre el rang visual de pista

En meteorologia d'aviació, el rang visual de pista (o RVR de l'anglès Runway Visual Range) és la distància des de la qual un pilot d'una aeronau situada al centre de la pista d'aterratge pot veure les marques que delimiten la pista o identificar-ne la línia del centre. L'RVR se sol expressar en metres o en peus.
L'RVR és usat com un dels paràmetres mínims que, en un procediment d'aproximació instrumental, s'ha de complir, ja que en la majoria de casos el pilot ha de tenir contacte visual amb la pista per tal d'aterrar. El màxim rang visual de pista és de 2000 metres (o 6000 peus), ja que per sobre d'aquesta magnitud ja no és significant la diferència, i per tant, ja no cal que es comuniquin. Els RVRs són proveïts en els METARs i són transmesos pels controladors aeris a les aeronaus que fan aproximacions, per tal d'ajudar els pilots a saber si és prudent i legal fer el procediment d'aproximació.
L'RVR és també el criteri principal que s'usa per determinar la categoria de les ajudes visuals instal·lades en els aeroports. L'Organització d'Aviació Civil Internacional (OACI) estipula a l'Annex 14 que per valors d'RVR per sobre de 550m, la CAT I d'il·luminació serà instal·lada, si l'RVR és d'entre 300 m i 549 m, caldrà la CAT II de l'enllumenat. La CAT IIIa s'instal·la per valors d'RVR d'entre 175 m i 300 m. La CAT IIIb és requerida per valors d'RVR d'entre 50 m i 175 m, mentre que no hi ha limitació d'RVR per ajudes visuals de CAT IIIc.

## Galeria

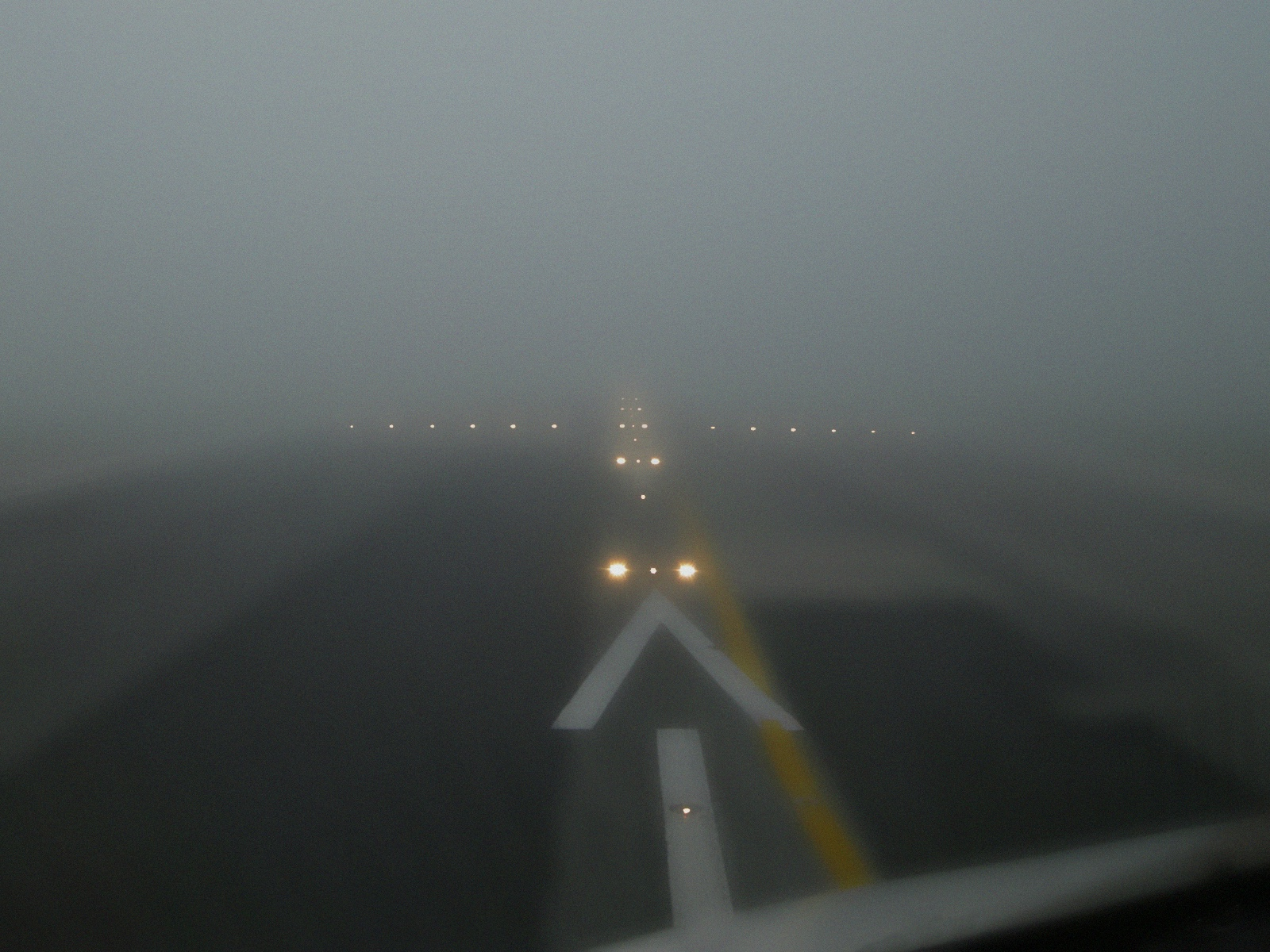
A319 pilot's view into dense fog (RVR 200 m) / Lisboa RWY 21
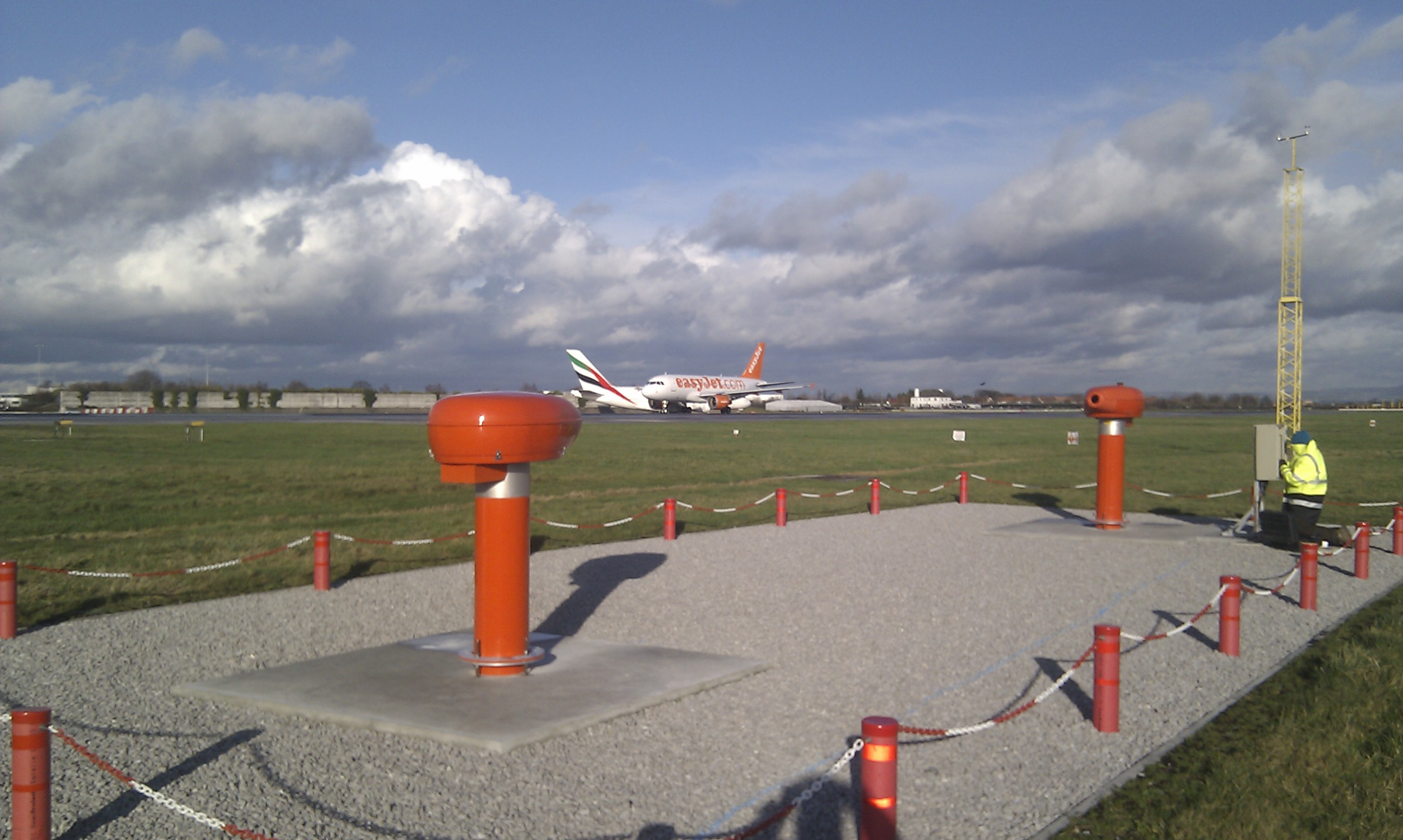
Transmissometer and reflector / AGIVIS 2000 Runway Visual Range System
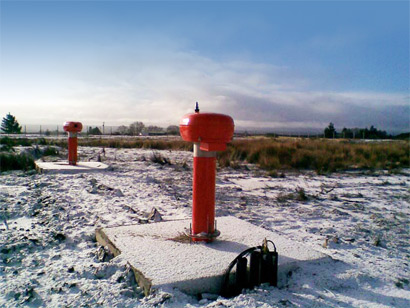
Transmissometer and reflector / AGIVIS 2000 Runway Visual Range System
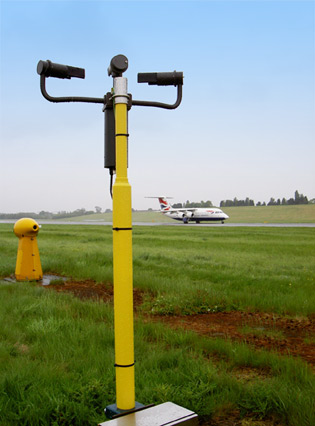
AGVIS FSI Forward Scatter Runway Visibility System